# Ibadan
Ibadan   este un oraș  în  Nigeria. Este reședința  statului  Oyo .